# Skriftväxling (processrätt)
Skriftväxling eller skriftlig förberedelse syftar inom den svenska processrätten på den del av förberedelsen i ett tvistemål som inträffar efter att en stämning har utfärdats av en domstol.
Skriftlig förberedelse inleds genom att rätten efter prövningen av stämningsansökan förelägger svaranden att inge skriftligt svaromål. Det finns i dispositiva mål möjlighet för rätten att i föreläggandet ange att tredskodom kan meddelas om föreläggandet inte följs.
Inledningsvis skickas inlagor och skrivelser till och från domstolen. Huvudregeln är att samtliga handlingar som inges av en part ska skickas till motparten. Enligt rättsvetenskapsmannen Per Olof Ekelöf är syftet med skriftväxlingen att parterna innan den muntliga förberedelsen fullständigt ska redovisa sina angrepps- respektive försvarsvapen.

## Svaromål
Svaranden ska beredas skäligt rådrum för svaromålet, enligt 32 kap. 1 § rättegångsbalken. Vad som är skäligt rådrum avgörs av rätten från fall till fall beroende på den uppskattning av målets omfattning och svårighetsgrad som kan göras med ledning av stämningsansökan. I ej alltför komplicerade tvistemål torde en frist på tre veckor vara vanlig.
Svaromålet ska innehålla bestämt medgivande eller bestridande av kärandens yrkanden. Grunderna för eventuellt bestridande ska anges, varvid svaranden ska yttra sig rörande de omständigheter på vilka käranden grundar sin talan. Svaranden ska vidare uppge de bevis han åberopar. Om brist föreligger i något av dessa avseenden bör rätten förelägga svaranden att inom viss kort tid avhjälpa denna. Vid granskningen av svaromålet måste domstolen särskilt uppmärksamma om svaranden gör invändning om rättegångshinder.

## Yttrande/replik
När svaranden har avgett svaromål ska domstolen antingen förelägga käranden att yttra sig över svaromålet (s.k. replik) eller meddela käranden att denne "bereds tillfälle" att yttra sig. Normalt föreläggs käranden endast att yttra sig om uppgifterna i svaromålet föranleder till det.
Hur lång skriftväxlingen blir beror på hur komplicerat målet är. När rätten finner det lämpligt sätter den sedan ut tid för och kallar parterna till muntlig förberedelse.